# تنغ داران (للر وكتك)
تنغ داران (بالفارسية: تنگ سنان) هي منطقة سكنية تقع في إيران في قسم للر وكتك الريفي. يقدر عدد سكانها بـ 136 نسمة بحسب إحصاء 2016.